# Manuela Henkel
Manuela Henkel (ur. 4 grudnia 1974 w Neuhaus am Rennweg) – niemiecka biegaczka narciarska, medalistka olimpijska i medalistka mistrzostw świata.

## Kariera
W 1995 r. zadebiutowała na mistrzostwach świata biorąc udział w mistrzostwach w Thunder Bay. Zajęła tam 20. miejsce w biegu na 15 km techniką klasyczną. Dwa lata później, na mistrzostwach świata w Trondheim spisywała się słabiej najlepszy wynik osiągając w biegu na 5 km stylem klasycznym, w którym była trzydziesta. Podobne wyniki uzyskała na mistrzostwach w Ramsau, gdzie plasowała się w trzeciej dziesiątce. Na mistrzostwach świata w Lahti jej najlepszym wynikiem było 10. miejsce w sprincie techniką dowolną. Mistrzostwa świata w Val di Fiemme były najlepszymi w jej wykonaniu. Wraz z Violą Bauer, Claudią Künzel i Evi Sachenbacher zdobyła złoty medal w sztafecie 4x5 km. Indywidualnie Henkel była dziewiąta w biegu an 15 km techniką klasyczną. Podczas mistrzostw świata w Oberstdorfie ani razu nie zajęła miejsca w czołowej dziesiątce. Zajęła także 9. miejsce w sprincie techniką klasyczną na mistrzostwach w Sapporo. Startowała ponadto na mistrzostwach świata w Libercu, ale bez sukcesów.
Igrzyska olimpijskie w Nagano w 1998 r. były jej olimpijskim debiutem. Jej najlepszym indywidualnym wynikiem na tych igrzyskach było 36. miejsce w biegu na 15 km techniką klasyczną. Na igrzyskach olimpijskich w Salt Lake City osiągnęła swój największy sukces zajmując wspólnie z Bauer, Künzel i Sachenbacher złoty medal w sztafecie. Indywidualnie jej najlepszym wynikiem na tych igrzyskach było 15. miejsce w sprincie stylem dowolnym. Startowała także na igrzyskach olimpijskich w Turynie zajmując między innymi 12. miejsce w sprincie techniką dowolną.
Najlepsze wyniki w Pucharze Świata osiągnęła w sezonie 2002/2003, kiedy to zajęła 12. miejsce w klasyfikacji generalnej. W sezonie 2000/2001 zajęła trzecie miejsce w klasyfikacji sprinterskiej. Ośmiokrotnie stawała na podium, nigdy nie wygrała zawodów Pucharu Świata.
Jej siostra Andrea była biathlonistką.

## Osiągnięcia

### Igrzyska olimpijskie
| Miejsce | Dzień     | Rok  | Miejscowość    | Konkurencja             | Czas biegu | Strata  | Zwyciężczyni      |
| ------- | --------- | ---- | -------------- | ----------------------- | ---------- | ------- | ----------------- |
| 36.     | 8 lutego  | 1998 | Nagano         | 15 km stylem klasycznym | 46:55,4    | +4:58,0 | Olga Daniłowa     |
| 5.      | 15 lutego | 1998 | Nagano         | Sztafeta 4 × 5 km       | 55:13,5    | +1:41,9 | Rosja             |
| DNF     | 20 lutego | 1998 | Nagano         | 30 km stylem dowolnym   | 1:22:01,5  | -       | Julija Czepałowa  |
| 18.     | 12 lutego | 2002 | Salt Lake City | 10 km stylem klasycznym | 28:05,6    | +1:54,9 | Bente Skari       |
| 20.     | 15 lutego | 2002 | Salt Lake City | 10 km łączony           | 25:09,9    | +1:01,6 | Beckie Scott      |
| 15.     | 19 lutego | 2002 | Salt Lake City | Sprint stylem dowolnym  | 3:10,6     | -       | Julija Czepałowa  |
| 1.      | 21 lutego | 2002 | Salt Lake City | Sztafeta 4 × 5 km       | 49:30,6    | -       | -                 |
| DNF     | 24 lutego | 2002 | Salt Lake City | 30 km stylem klasycznym | 1:30:57,1  | -       | Gabriella Paruzzi |
| 52.     | 12 lutego | 2006 | Turyn          | 15 km łączony           | 42:48,7    | +5:33,1 | Kristina Šmigun   |
| 12.     | 22 lutego | 2006 | Turyn          | Sprint stylem dowolnym  | 2:12,3     | -       | Chandra Crawford  |

### Mistrzostwa świata
| Miejsce | Dzień     | Rok  | Miejscowość   | Konkurencja              | Czas biegu | Strata  | Zwyciężczyni      |
| ------- | --------- | ---- | ------------- | ------------------------ | ---------- | ------- | ----------------- |
| 20.     | 10 marca  | 1995 | Thunder Bay   | 15 km stylem klasycznym  | 41:27,5    | +3:56,9 | Łarisa Łazutina   |
| 5.      | 16 marca  | 1995 | Thunder Bay   | Sztafeta 4 × 5 km        | 53:47,6    | +3:30,5 | Rosja             |
| 30.     | 23 lutego | 1997 | Trondheim     | 5 km stylem klasycznym   | 13:32,7    | +50,6   | Jelena Välbe      |
| 44.     | 24 lutego | 1997 | Trondheim     | 5+10 km pościgowy        | 39:13,5    | +3:50,5 | Stefania Belmondo |
| 6.      | 27 lutego | 1997 | Trondheim     | Sztafeta 4 × 5 km        | 56:40,2    | +2:03,4 | Rosja             |
| 40.     | 23 lutego | 1997 | Trondheim     | 30 km stylem klasycznym  | 13:32,7    | +9:30,8 | Jelena Välbe      |
| 29.     | 19 lutego | 1999 | Ramsau        | 15 km stylem dowolnym    | 38:49,0    | +4:39,4 | Stefania Belmondo |
| 22.     | 27 lutego | 1999 | Ramsau        | 30 km stylem klasycznym  | 1:29:19,9  | +7:25,1 | Łarisa Łazutina   |
| 14.     | 18 lutego | 2001 | Lahti         | 10 km łączony            | 28:06,1    | +1:24,8 | Virpi Kuitunen    |
| 10.     | 21 lutego | 2001 | Lahti         | Sprint stylem dowolnym   | 3:41,5     | -       | Pirjo Manninen    |
| 4.      | 23 lutego | 2001 | Lahti         | Sztafeta 4 × 5 km        | 53.01,6    | +2:42,9 | Rosja             |
| 9.      | 18 lutego | 2003 | Val di Fiemme | 15 km stylem klasycznym  | 39:40,9    | +1:48,0 | Bente Skari       |
| 18.     | 20 lutego | 2003 | Val di Fiemme | 10 km stylem klasycznym  | 25:47,0    | +1:46,0 | Bente Skari       |
| 1.      | 24 lutego | 2003 | Val di Fiemme | Sztafeta 4 × 5 km        | 50:54,7    | -       | -                 |
| 11.     | 26 lutego | 2003 | Val di Fiemme | Sprint stylem dowolnym   | 3:28,8     | -       | Marit Bjørgen     |
| 11.     | 22 lutego | 2005 | Oberstdorf    | Sprint stylem klasycznym | 2:15,5     | -       | Emilie Öhrstig    |
| DNS     | 26 lutego | 2005 | Oberstdorf    | 30 km stylem klasycznym  | 1:27:05,8  | -       | Marit Bjørgen     |
| 9.      | 22 lutego | 2007 | Sapporo       | Sprint stylem klasycznym | 2:50,9     | -       | Astrid Jacobsen   |
| 24.     | 24 lutego | 2009 | Liberec       | Sprint stylem dowolnym   | 2:39,3     | -       | Arianna Follis    |

### Puchar Świata

#### Miejsca w klasyfikacji generalnej
- sezon 1994/1995: 39.
- sezon 1995/1996: 37.
- sezon 1996/1997: 35.
- sezon 1997/1998: 58.
- sezon 1998/1999: 28.
- sezon 1999/2000: 26.
- sezon 2000/2001: 19.
- sezon 2001/2002: 18.
- sezon 2002/2003: 12.
- sezon 2003/2004: 18.
- sezon 2004/2005: 40.
- sezon 2005/2006: 21.
- sezon 2006/2007: 33.
- sezon 2007/2008: 35.
- sezon 2008/2009: 51.

#### Miejsca na podium
| Nr | Dzień       | Rok  | Miejscowość    | Konkurencja              | Czas biegu  | Strata      | Miejsce | Zwycięzca         |
| -- | ----------- | ---- | -------------- | ------------------------ | ----------- | ----------- | ------- | ----------------- |
| 1. | 14 stycznia | 2001 | Soldier Hollow | Sprint stylem dowolnym   | -           | -           | 2       | Bente Skari       |
| 2. | 13 marca    | 2002 | Oslo           | Sprint stylem klasycznym | -           | -           | 3       | Bente Skari       |
| 3. | 23 marca    | 2002 | Lillehammer    | 58 km stylem klasycznym  | 2:43:39.1 h | +20.9 s     | 3       | Anita Moen        |
| 4. | 6 marca     | 2003 | Oslo           | Sprint stylem klasycznym | -           | -           | 2       | Bente Skari       |
| 5. | 11 marca    | 2003 | Drammen        | Sprint stylem klasycznym | -           | -           | 2       | Bente Skari       |
| 6. | 16 grudnia  | 2003 | Val di Fiemme  | Sprint stylem klasycznym | -           | -           | 3       | Marit Bjørgen     |
| 7. | 25 stycznia | 2004 | Val di Fiemme  | 70 km stylem klasycznym  | 3:33:07.4 h | +4:16.0 min | 3       | Gabriella Paruzzi |
| 8. | 8 stycznia  | 2006 | Otepää         | Sprint stylem klasycznym | -           | -           | 2       | Lina Andersson    |